# 蹴返し
蹴返し（けかえし）とは、相撲の決まり手のひとつである。

## 概要
土俵上の攻防の中で相手の足を蹴り（払い）、相手を倒す技。
通常は自分の右足（左足）で相手の右足（左足）を狙う。実際は手繰らずに蹴っただけでも相手が落ちれば決まり手として認められる。
立合いの際に足を蹴り、相手を倒せば蹴手繰りとなる。
本質的には柔道の出足払を小内刈の様に内側から掛けるであり、土踏まずで掬うように打つことが基本の型である。
出足払と同様に、踝の辺りを横から払う。
切り返し（小外刈）の様にや横から入れ込んで掛後ろから刈れば、小内刈になる。
昭和末期に幕内力士だった栃剣の得意技で、当決まり手で当時幕内最重量だった小錦に2回白星を挙げた（1985年11月場所、1986年5月場所）。
平成期の力士で当決まり手を得意としていた力士には元幕内の春日富士や元小結の時天空がいた。
無用な悪癖として蹴返しを多用していた例としては元関脇の金城が該当した。
2021年9月場所現在の現役力士では翔猿が当決まり手で白星を挙げることが多く、当決まり手が出た直近の幕内の取組も、翔猿が白星を挙げたもの（2021年7月場所初日・琴恵光戦）である。
蹴返しの変形とでもいうべき足技として、2014年7月場所6日目の○髙安－豊ノ島×のようなケースがある。この取組では、髙安が右足で豊ノ島の左足を狙って勝ったのであるが、自分の右足での蹴返しでは相手の右足を狙うところ、その逆の形になっており、このような足技は公式な決まり手の82手の中にうまく当てはめられるものが存在しないため、公式発表は足技を無視して「叩き込み」の扱いとなってしまった。